# To the Limit (film)
To the Limit è un film statunitense del 1995 diretto da Raymond Martino e sequel del film Gli occhi della vendetta del 1993 diretto dallo stesso regista.

## Trama
Vickie Lynn detta Colette, ex agente della CIA deve rintracciare il leader di un'organizzazione criminale per vendicarsi dell'omicidio di suo marito. Anche Frank DaVinci, ex veterano della Guerra del Vietnam è alla ricerca dell'uomo per vendicarsi della morte di sua moglie, avvenuta nel giorno del loro matrimonio. DaVinci e Colette inizieranno a collaborare in questa ricerca.